# گمینا ولنگ
گمینا ولنگ (به لهستانی:  Gmina Wleń) یک گمینا در لهستان است که در شهرستان لوووک شلانسکی واقع شده‌است. گمینا ولنگ ۸۶ کیلومتر مربع مساحت و ۴٬۶۰۸ نفر جمعیت دارد.